# Lösdriveri

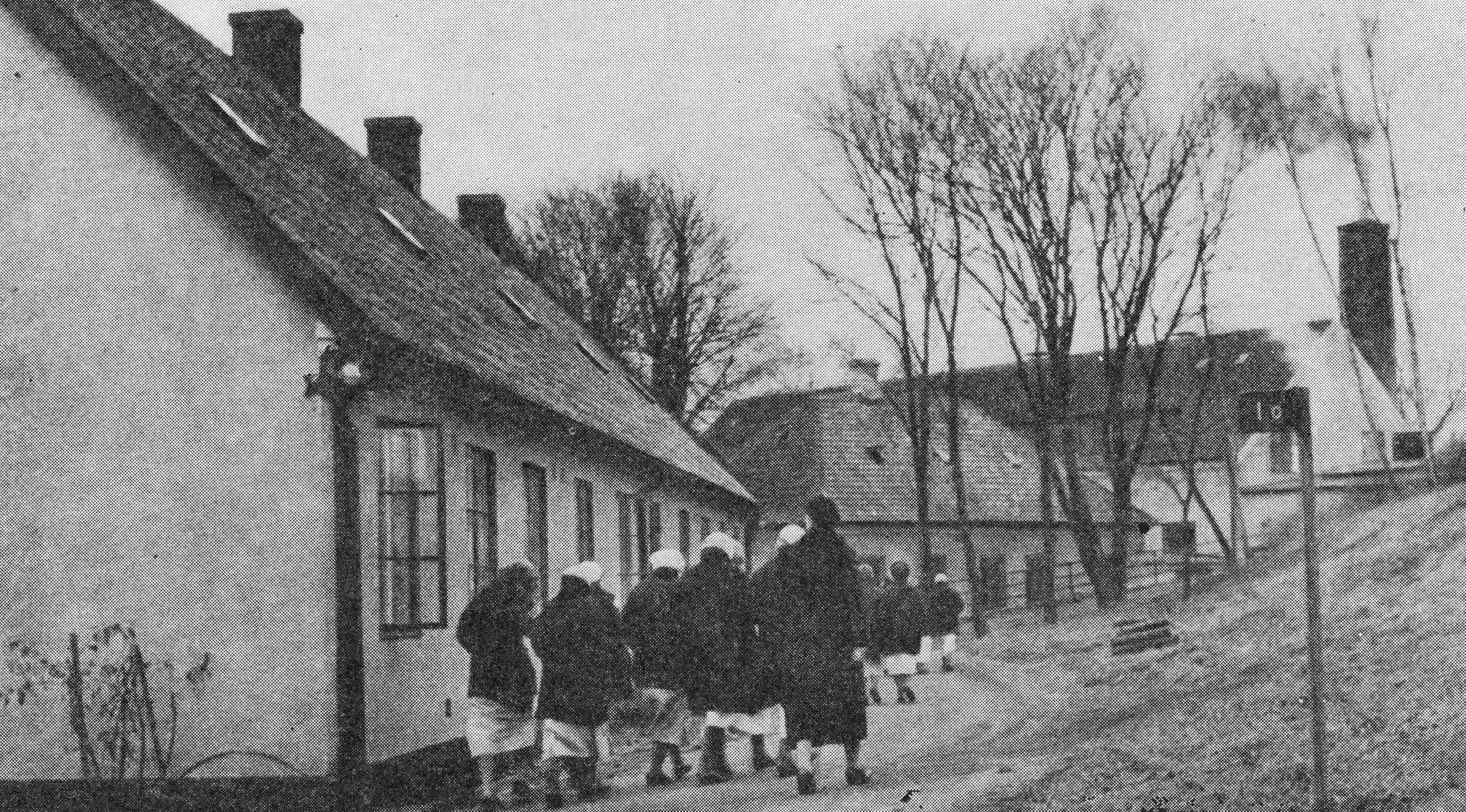
En bild på Statens tvångsarbetsanstalt från 1930-talets Landskrona.

Lösdriveri  innebär att driva runt på offentlig plats under en längre tid utan något legitimt syfte. I flera länder är det under vissa omständigheter olagligt eller grund för tvångsvård.

## Lagar efter land

### Sverige
I Sverige var det länge ett brott att inte ha ordnad försörjning. Lagstiftningen för försvarlösa personer infördes på 1500-talet. Till försvarslösa personer räknades från 1805 också tjänstehjon som blivit avskedade under tjänsteåret för att husbonden hade avlidit eller sålt/förlorat sitt hemman eller flyttat bort.
Med 1885 års lösdriverilag skedde en avkriminalisering, och lösdrivare kunde i stället dömas till tvångsarbete, vilket samhället nu betraktade som en behandlingsinsats och inte ett straff. 
Enligt 1885 års lag innebar lösdriveri "underlåtenhet att ärligen försörja sig" även innefattade de som "stryker kring landet".
En lösdrivare var "person som icke har fast bostad, fast anställning, medel till sitt uppehälle och som flyttar från ort till ort, försörjande sig med tillfälligt arbete, tiggeri och dylikt, landstrykare, vagabond, luffare". Utöver typen av försörjning var kringstrykandet centralt och innefattade att föra "ett sådant levnadssätt att våda därav uppstår för allmän säkerhet, ordning och sedlighet" samt innefattade även prostituerade.
Lösdrivare kunde enligt 1885 års lag dömas till tvångsarbete; i äldre tider var det vanligt att de tvångsutskrevs till militären. De mest kända tvångsarbetsanstalterna var Anstalten Svartsjö för män, och Landskrona citadell för kvinnor. Under senare tid sändes inte barn, arbetsoföra åldringar, handikappade eller sinnessjuka lösdrivare till tvångsarbetsanstalterna, utan överlämnades i stället till länsstyrelsen för omhändertagande.
Efter att 1913 års alkoholistlag införts minskade antalet personer som dömdes till tvångsarbete enligt lösdriverilagen kraftigt. Lösdrivarlagen ersattes 1965 med en lag om "samhällsfarlig asocialitet", vilken dock sällan kom att tillämpas och avskaffades 1981.
Lösdriveri finns inte längre som begrepp i svensk lag, men ordningslagen reglerar vad som är tillåtet på allmän plats. Det är kommunen som bestämmer vilka regler som gäller. Exempel på vanligt förbud är att dricka alkohol på allmän plats.

### Finland
Under autonoma tiden tillämpades tvångsarbete för försvarslösa personer.
I Finland kunde friska lösdrivare dömas till tvångsarbete fram till i början av 1970-talet.

### USA
35 % av USA:s städer har lagar mot lösdriveri 2014 enligt National Law Center on Homelessness & Poverty.

### Storbritannien
Lösdriveri är förbjudet i Storbritannien om man stör allmän ordning, till exempel tiggeri, skadegörelse och dricka alkohol på offentlig plats kan ge böter eller fängelse för vuxna. Personer under 16 år får samhällstjänst. Barn över 10 år som beter sig antisocialt kan få en "Antisocial Behaviour Order", vilket innebär att polisen kan omhänderta dem om de misstänker att de ska begå brott, umgås med kriminella, eller driva runt nattetid.

### Frankrike
President Nicolas Sarkozy införde 2003 "Intern säkerhetslag" vilket gjorde att polisen kan gripa ungdomar som bara drev omkring på natten. Lagen gjorde också att tiggare kunde bötfällas och gripas.

### Australien
"South Australia’s Summary Offences Act" som infördes 1953 och "Police Offenses Act" infördes 1964 medförde att poliser kan kräva en grupp av människor att skingra sig om de tror att de skall begå brott. Om de vägrade kunde de gripas och få böter, om de hade droger eller vapen på sig kunde straffet bli upp till 3 månaders fängelse.

### Indien
"Lösdriverilagen" gör att polisen kan gripa personer som driver omkring nattetid utan legitimt skäl, och det kan ge fängelse upp till 3 månader. 

## Kritik mot lösdriverilagar
Kritik finns i USA mot lösdriverilagar då en del är så vaga att de kan användas för att stoppa människors rätt att uttrycka sin åsikt på offentlig plats och därmed bryta mot "Första författningstillägget till Amerikas förenta staters konstitution" (Yttrandefriheten).